# Hexaflumuron
Hexaflumuron is een insecticide, meer bepaald een termiticide, gebruikt bij de bestrijding van termieten. Het is een stof uit de groep van benzoylureumverbindingen. Het is een witte vaste stof, zo goed als onoplosbaar in water.
De stof werkt als insectengroeiregelaar: ze verstoort de synthese van chitine die de termieten nodig hebben voor hun exoskelet.
Hexaflumuron is voor het eerst geregistreerd in 1994 in de Verenigde Staten. De Europese Commissie heeft hexaflumuron in 2015 toegelaten in biociden, als bestaande werkzame stof. Maar ze blijkt zeer persistent, zeer bioaccumulerend en zeer toxisch (voor waterorganismen) te zijn en te voldoen aan de criteria voor PBT- en zPzB-stoffen volgens de bijlage XIII van de REACH-verordening. Ze is daarom aangemerkt als in aanmerking komend voor vervanging en de toelating is beperkt tot vijf jaar (van 1 april 2017 tot 31 maart 2022). De stof mag enkel in beperkt toegankelijke lokdozen gebruikt worden en uitsluitend door professionele gebruikers.
Voor de mens is de stof niet toxisch. 